# Saint-Jean (Górna Garonna)
Saint-Jean – miejscowość i gmina we Francji, w regionie Oksytania, w departamencie Górna Garonna.
Według danych na rok 2004 gminę zamieszkiwało 9 001 osób, a gęstość zaludnienia wynosiła 1 515 osób/km² (wśród 3020 gmin regionu Midi-Pyrénées Saint-Jean plasuje się na 45. miejscu pod względem liczby ludności, natomiast pod względem powierzchni na miejscu 1413.).

## Zabytki

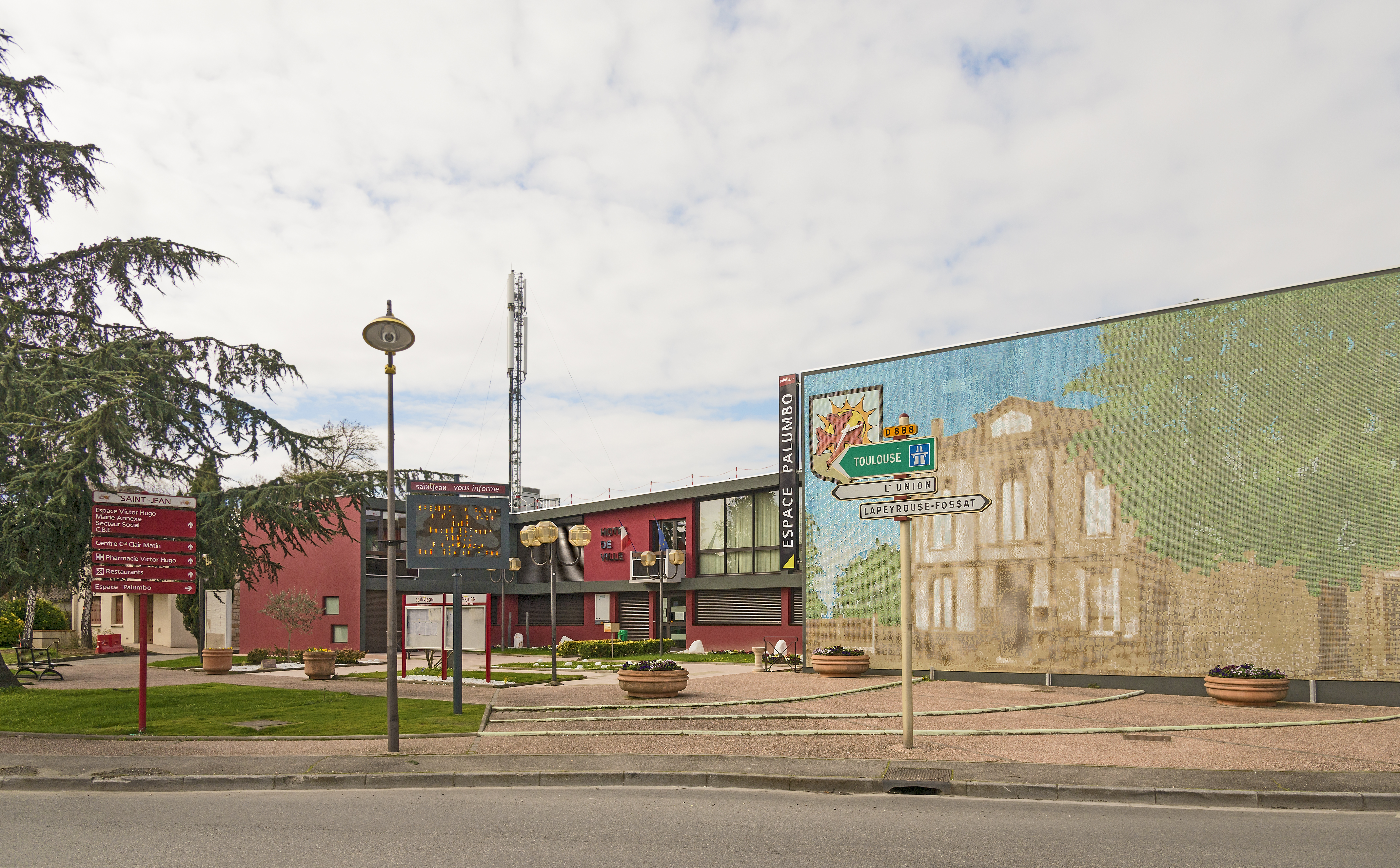
Ratusz.
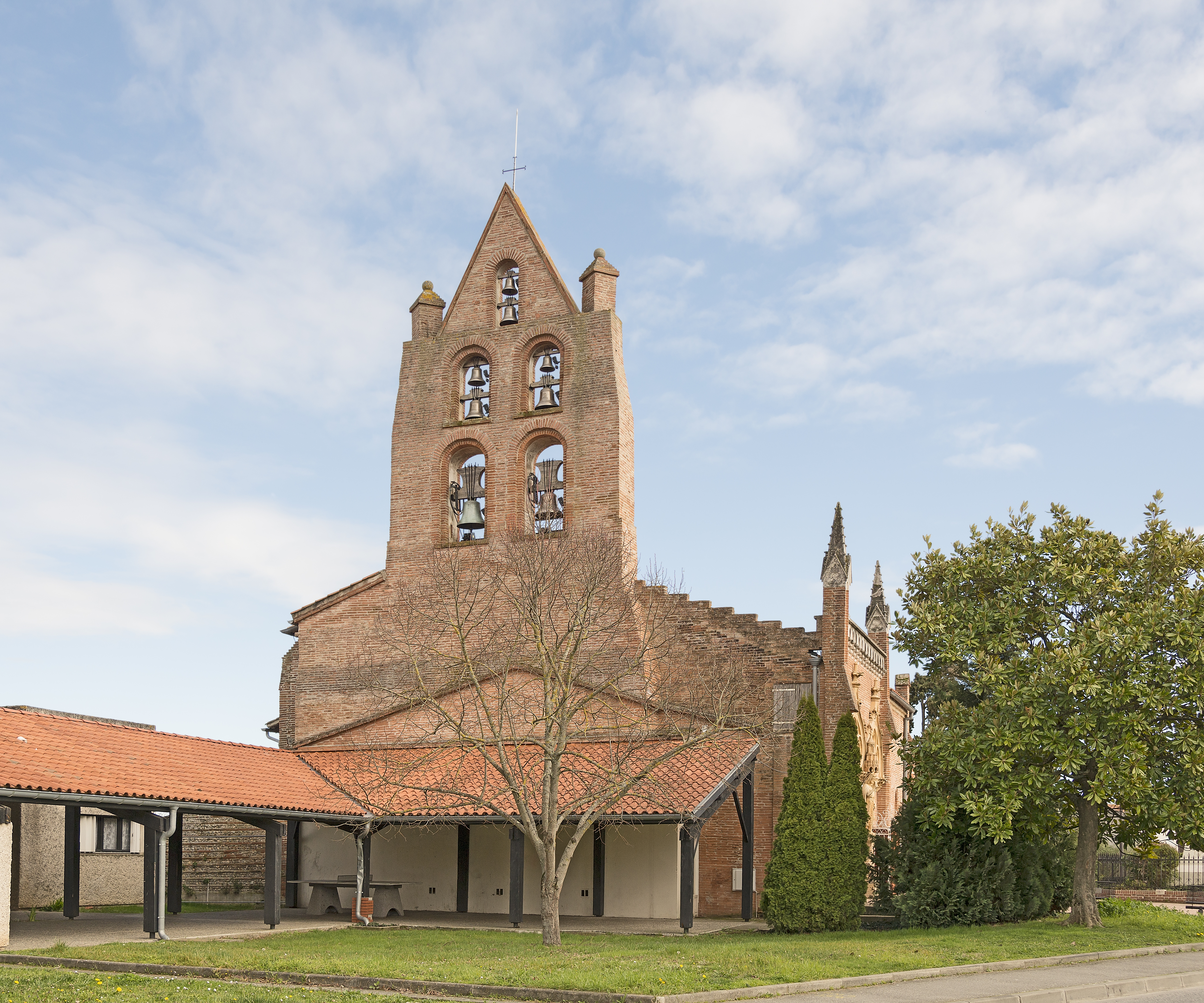
Kościół.
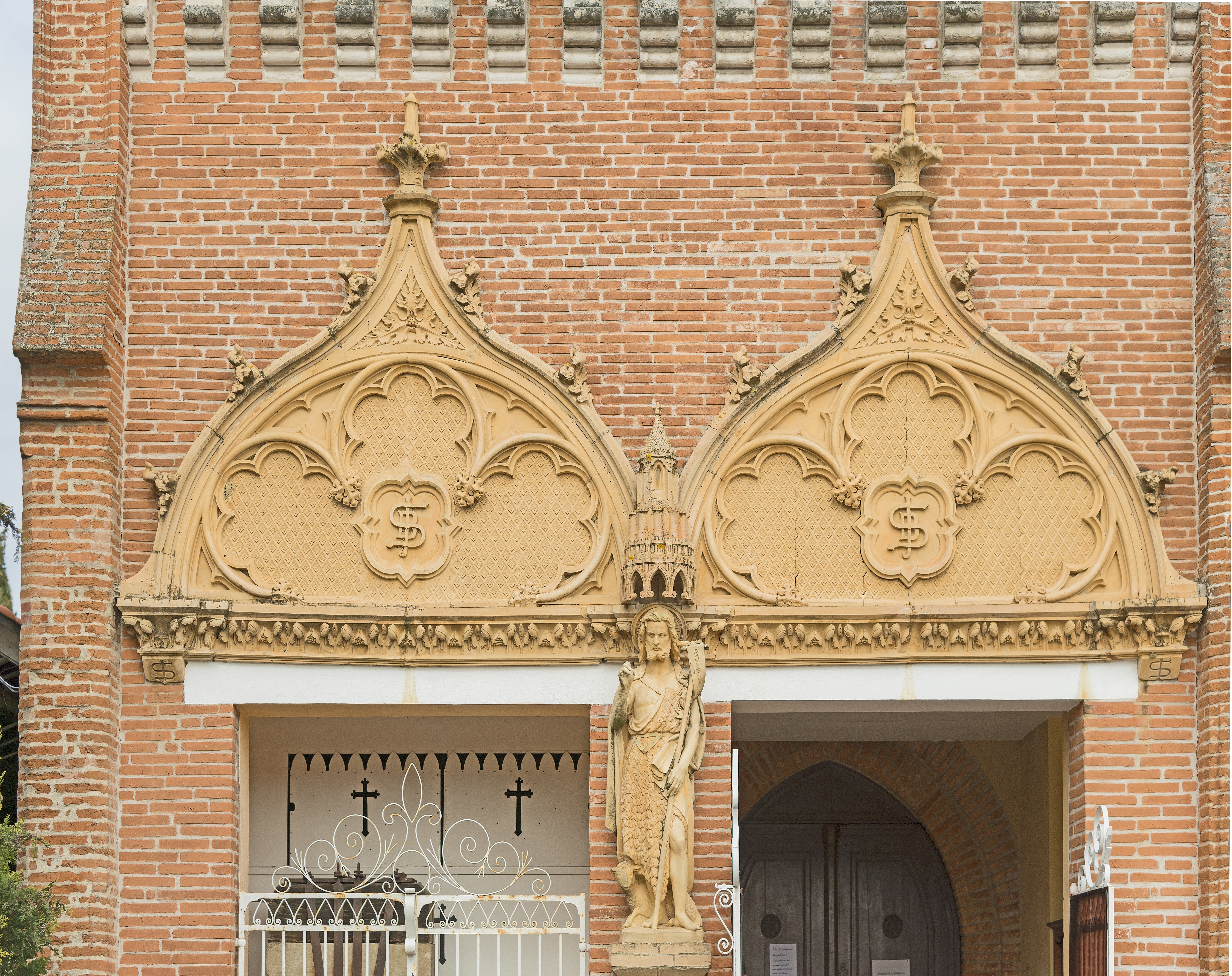